# Strahinja Milić
Strahinja Milić (Pristina, 22 de diciembre de 1990) es un jugador de balonmano serbio que juega de portero. Es internacional con la Selección de balonmano de Serbia.
Con la selección debutó en 2007.

## Palmarés

### Partizan
- Liga de Serbia de balonmano (2): 2011, 2012
- Copa de Serbia de balonmano (1): 2012

### Vardar
- Liga de Macedonia de balonmano (5): 2013, 2015, 2016, 2017, 2018
- Copa de Macedonia de balonmano (6): 2012, 2014, 2015, 2016, 2017, 2018
- Liga SEHA (4): 2012, 2014, 2017, 2018
- Liga de Campeones de la EHF (1): 2017

## Clubes
- RK Partizan ( -2008)
- Bjerringbro-Silkeborg (2008-2010)
- RK Partizan (2010-2012)
- RK Vardar (2012-2018)